# ウィーン地方鉄道
ウィーン地方鉄道（Wiener Lokalbahnen GmbH, WLB）は、ウィーン南郊の交通を運営する公企業である。持ち株会社はウィーン公共事業有限会社（Wiener Stadtwerke GmbH）で、約99.94％の持ち分を所有している。全路線の料金はオーストリア東部運輸連合（Verkehrsverbund Ost-Region, VOR）の料金システムにより適用されている。1999年ウィーン地方鉄道は鉄道貨物事業を始めて、事業範囲を欧州連合の全地域まで拡張している。

## 事業部門

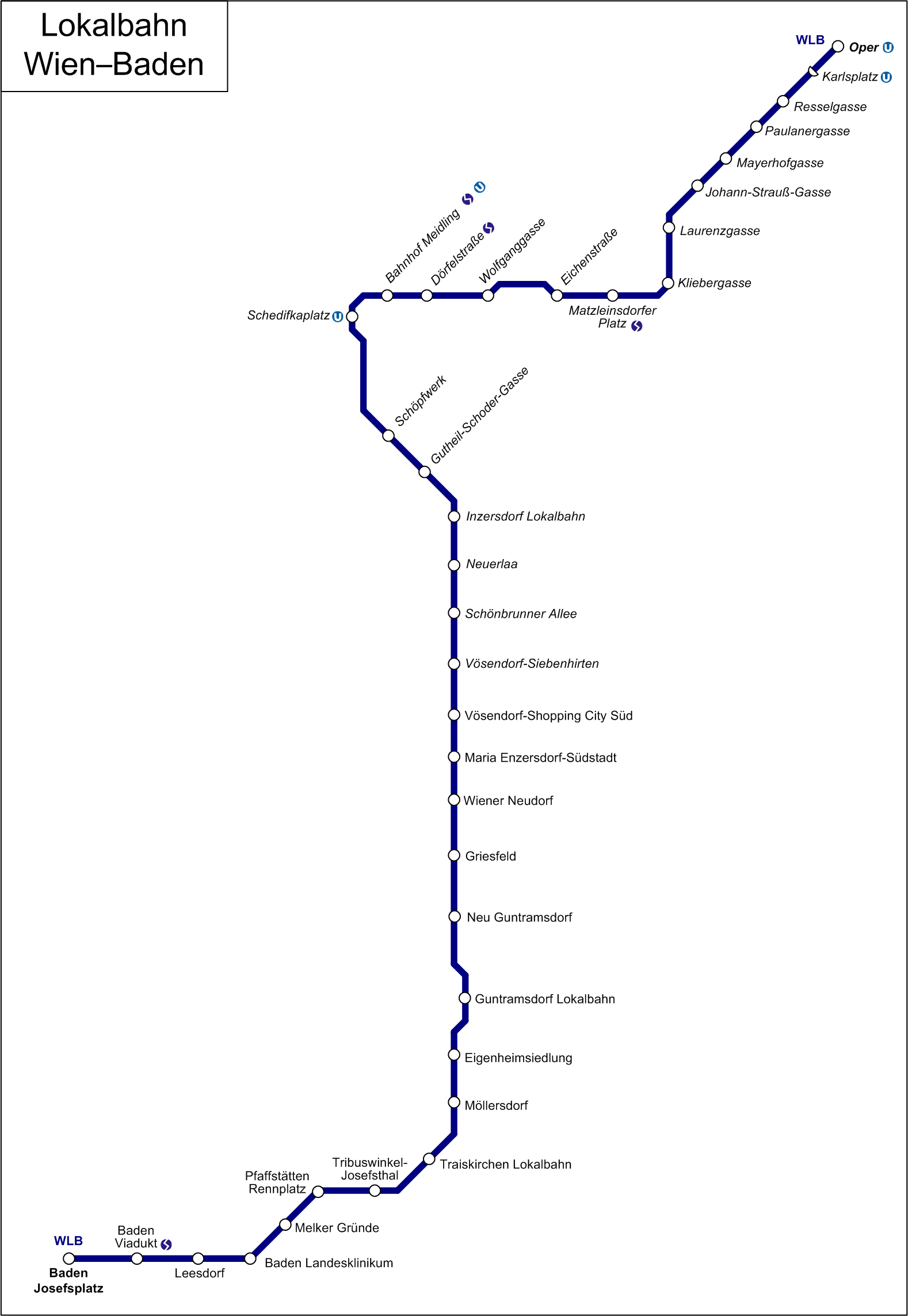
路面電車路線図

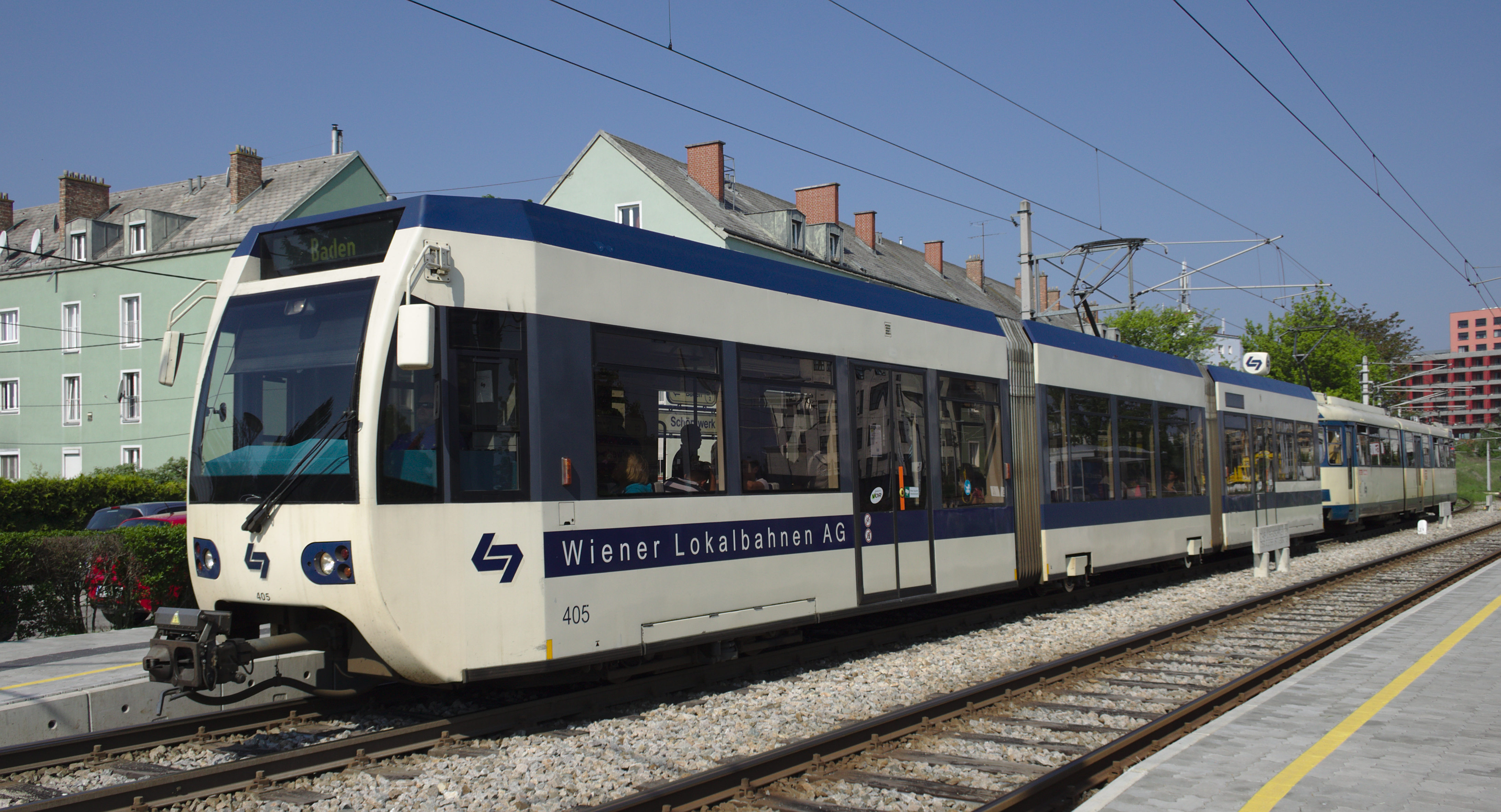
ショェプフベルク停留所で停車する路面電車

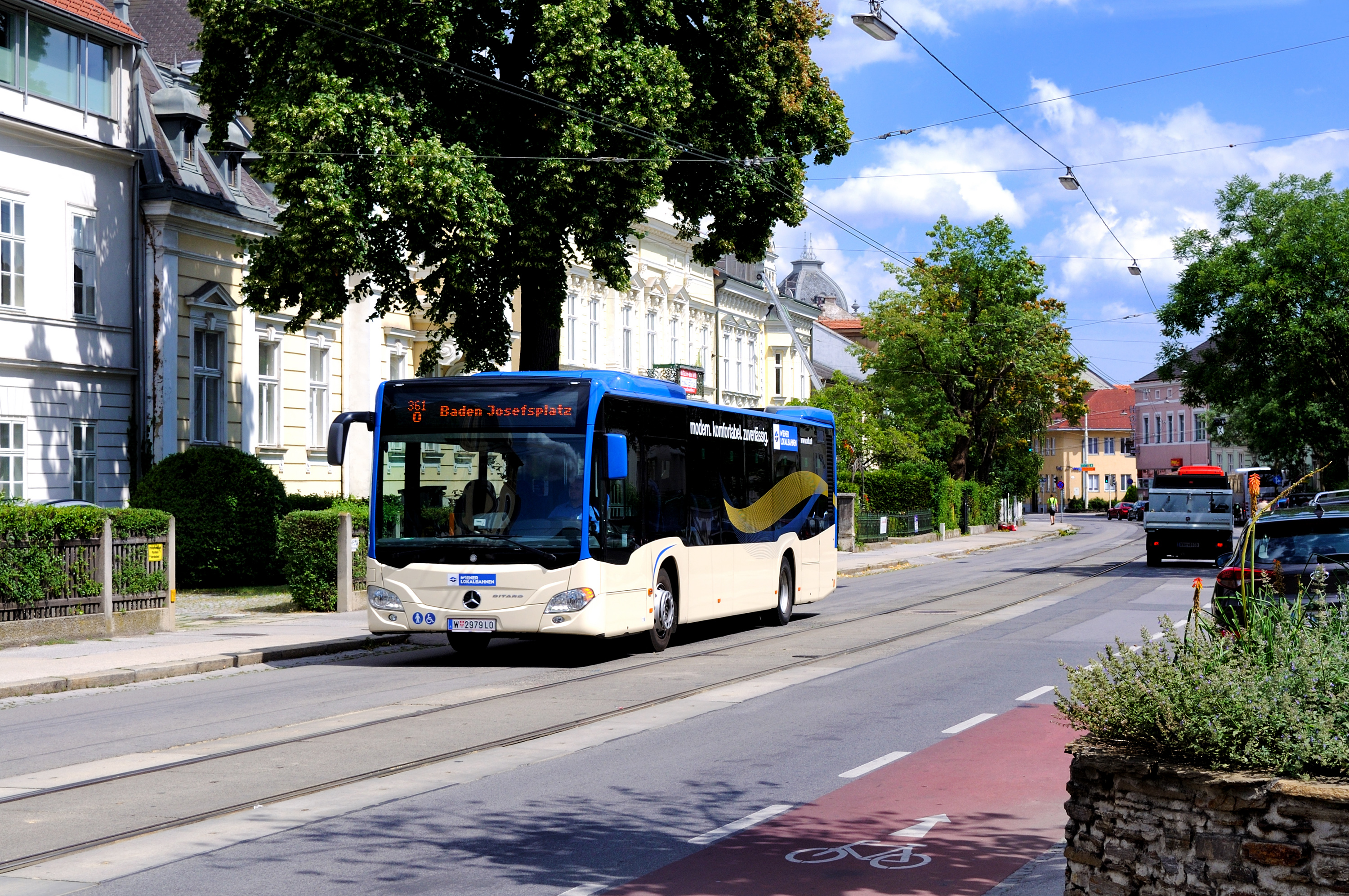
バーデン市の361系統バス

### 路面電車
ウィーン都心部のオパー(歌劇場前)から、南郊のバーデン・ヨーゼフ広場に至る30.4キロの鉄軌道線を運行しており、バーデン線 (Badner Bahn) とも呼ばれる。
途中、34か所の駅と停留所があり、平均駅間隔は1キロ未満と短い。
うちオパーから旧市街地南部のフィラデルフィア橋までは、一部を除きウィーン市電と路線を共用している。そこから先は基本的には複線の専用軌道であるが、終点のバーデン近くは単線の併用軌道となっている。
ウィーン地方鉄道は毎日30,000人の利用者があり、通勤、通学や南部ショッピングセンター (Shopping City Süd) への買い物客など、様々な利用がなされている。
この他、ウィーン地方鉄道はバス路線も運行している。

### 市内バス
ウィーン地方鉄道はバーデン市のバス路線も運営している。360系統バスはウィーン国立歌劇場まで運行され、「バーデンのカジノバス」と呼ばれる。2006年3月から360系統はウィーンの深夜バス路線に含まれている。361系統バスはバーデンとその近郊及びニーダーエスターライヒ州の南部産業団地を結んでいる。